# عبد الكريم بن مبارك
عبد الكريم بن مبارك (ولد يوم 01 جانفي 1959 في عين جاسر في ولاية باتنة) هو سياسي جزائري والأمين العام لحزب جبهة التحرير الوطني، خلفاً للأمين العام السابق أبو الفضل بعجي.